# Chisum
Chisum és una pel·lícula estatunidenca dirigida per Andrew V. McLaglen i estrenada l'any 1970.	 Ha estat doblada al català.

## Argument
En finalitzar la Guerra de Secessió sorgeixen noves fortunes, creades generalment per homes durs i emprenedors. A Texas, John Chisum, partint del no-res, aconsegueix aixecar un gran negoci ramader. John és conegut com el rei del Pecos, ja que monopolitza les aigües d'aquest riu, les quals distribueix entre els grangers de la comunitat.

## Crítica
Quarta de les cinc col·laboracions entre John Wayne i el director Andrew V. McLaglen, un cineasta impersonal però efectiu, especialista en el gènere i amb una filmografia que combina títols memorables (McLintock!, Shenandoah) amb altres molt menys aconseguits. El film està llunyanament basat en fets i personatges reals (el mateix Chisum, Billy el Nen, Henry Tunstall i Pat Garrett, etc.).
Com a curiositat, va ser mentre Wayne estava rodant aquest film a Mèxic que va rebre el Globus d'Or i una nominació a l'Oscar pel seu paper protagonista a Valor de llei. No va ser l'única anècdota del rodatge, ja que dos dels seus secundaris, els televisius Christopher George i Lynda Day George, van començar una relació amorosa que va acabar en casament.

## Repartiment
- John Wayne: John Chisum
- Forrest Tucker: Lawrence Murphy
- Christopher George: Dan Nodeen
- Ben Johnson: James Pepper
- Glenn Corbett: Pat Garrett
- Andrew Prine: Alexander McSween
- Bruce Cabot: el xèrif Brady
- Geoffrey Deuel: Billy el Nen
- Pamela McMiller: Sallie Chisum
- Patric Knowles: Henry Tunstall
- Richard Jaeckel: Jess Evans
- Lynda Day: Sue McSween
- Robert Donner: l'adjunt al xèrif Morton
- John Mitchum: l'adjunt al xèrif Baker
- John Agar: Amos Patton
- Pedro Armendáriz Jr.: Ben
- Christopher Mitchum: Tom O'Folliard
- Hank Worden: el cap de la diligència
- Lloyd Battista: Neemo
- Ray Teal: Justice Wilson
- Edward Faulkner: James J. Dolan
- Ron Soble: Bowdre
- Glen Langan: Coronel Nathan Dudley
- Alan Baxter: el governador Axtell
- Alberto Morin: Delgado
- William Bryant: Jeff
- John Pickard: el sergent agressiu
- Abraham Sofaer: el cap Comanxe Búfal Blanc
- Gregg Palmer: Karl Riker
- Pedro Gonzalez: el ranxer mexicà
- Jim Burk: Trace, el provocador
- Eddy Donno: Cass
- Bob Morgan: el coix al carrer
- Ralph Volkie: el ferrer